# 大谷繞石
大谷 繞石（おおたに ぎょうせき/じょうせき、1875年（明治8年）3月22日 - 1933年（昭和8年）11月17日）は、日本の英文学者・俳人。本名は正信。

## 経歴
島根県松江市末次本町出身。島根県尋常中学校（後の島根県立松江北高等学校）在学中に、西田千太郎らの英語教師に教えを受けるとともに、1890年（明治23年）、ラフカディオ・ハーン（小泉八雲）が英語教師として同校に赴任すると、学生の中で最もハーンの信任を得た。
1892年（明治25年）、京都の第三高等学校へ入学し、1894年（明治27年）、学制改革のため仙台の第二高等学校へ転校した。第三高等学校、第二高等学校では、同級生に俳人高浜虚子と河東碧梧桐がおり、この頃俳句への傾倒が始まった。
1896年（明治29年）、第二高等学校を卒業し、東京帝国大学英文学科に入学した。同年、島根県尋常中学時代に教えをうけたラフカディオ・ハーンが同大学に赴任し、再会を果たしている。東京大学在学中に、俳人正岡子規に出会い、本格的に俳句の道に踏み出した。1897年（明治30年）に、松江に帰省し、出雲俳壇の中心的な俳人であった奈倉梧月に勧めて全国で5番目の俳句会である「碧雲会」を発足させた。
1899（明治32年）、東京大学を卒業すると、東京の私立中学郁文館や哲学館（後の東洋大学）、真宗大学などに勤めた。
1908（明治41年）、金沢の第四高等学校に赴任し、翌1909（明治42年）には文部省の外国留学生としてロンドン大学で2年間英文学を学んだ。
1922（大正13年）、広島の広島高等学校の教授として赴任し、そこで『小泉八雲全集』の翻訳に打ち込み、第一書房から出版された。

## 著作

### 著書
- 『案山子日記 滞英二年』大日本図書、1912年12月。 NCID BA53702597。全国書誌番号:43017409。
- 『繞石句集 落椿』俳画堂、1918年5月。 NCID BA4670383X。全国書誌番号:43004046。
- 『北の国より』敬文館、1922年4月。 NCID BA32723023。全国書誌番号:43037287。
- 『己がこと人のこと』春陽社、1933年9月。 NCID BA42846948。全国書誌番号:46082677。

### 訳書
- エマーソン『標註 偉人論』大日本図書、1903年10月。 NCID BN12524591。全国書誌番号:41016146。
- 『恵馬遜傑作集』大日本図書、1906年11月。 NCID BA39223448。全国書誌番号:41016193。
- メーテルリンク『智慧と運命』南北社、1913年12月。 NCID BA83838306。全国書誌番号:43019549。
- 『開いた処』敬文館、1914年2月。 NCID BN12762829。全国書誌番号:43015658。
- ゴルスワシイ『囚徒』大日本図書、1914年3月。 NCID BA43249977。全国書誌番号:43015663。

#### 小泉八雲全集
- 小泉八雲 著、大谷正信・落合貞三郎 訳『異文学遺聞・支那怪談・チタ・ユーマ』第一書房〈小泉八雲全集 第1巻〉、1926年10月。 NCID BA31554769。全国書誌番号:58010678。
- 小泉八雲 著、大谷正信 訳『仏領西印度の二年間』第一書房〈小泉八雲全集 第2巻〉、1927年1月。 NCID BA31554769。全国書誌番号:58010678。
- 小泉八雲 著、落合貞三郎・大谷正信・田部隆次 訳『知られぬ日本の面影』第一書房〈小泉八雲全集 第3巻〉、1926年8月。 NCID BA31554769。全国書誌番号:58010678。
- 小泉八雲 著、大谷正信 訳『仏の畠の落穂・異国情趣と回顧・日本お伽噺』第一書房〈小泉八雲全集 第5巻〉、1926年12月。 NCID BA31554769。全国書誌番号:58010678。
- 小泉八雲 著、大谷正信・岡田哲蔵・田部隆次 訳『霊の日本・影・日本雑録』第一書房〈小泉八雲全集 第6巻〉、1926年11月。 NCID BA31554769。全国書誌番号:58010678。
- 小泉八雲 著、田部隆次・大谷正信 訳『骨董・怪談・天の河縁起そのほか』第一書房〈小泉八雲全集 第7巻〉、1926年7月。 NCID BA31554769。全国書誌番号:58010678。
- 小泉八雲 著、小日向定次郎・金子健二・田部隆次・落合貞三郎・大谷正信 訳『書簡集 第1』第一書房〈小泉八雲全集 第9巻〉、1927年6月。 NCID BA31554769。全国書誌番号:58010678。
- 小泉八雲 著、落合貞三郎・金子健二・田部隆次・大谷正信 訳『書簡集 第2』第一書房〈小泉八雲全集 第10巻〉、1927年10月。 NCID BA31554769。全国書誌番号:58010678。
- 小泉八雲 著、金子健二・落合貞三郎・大谷正信 訳『書簡集 第3』第一書房〈小泉八雲全集 第11巻〉、1927年7月。 NCID BA31554769。全国書誌番号:58010678。
- 小泉八雲 著、大谷正信・田部隆次・稲垣巌・小日向定次郎・落合貞三郎 訳『書簡集 第4・雑篇』第一書房〈小泉八雲全集 第12巻〉、1927年11月。 NCID BA31554769。全国書誌番号:58010678。
- 小泉八雲 著、落合貞三郎・金子健二・土井林吉・大谷正信・稲垣巌・田部隆次 訳『文学論』第一書房〈小泉八雲全集 第13巻〉、1926年9月。 NCID BA31554769。全国書誌番号:58010678。
- 小泉八雲 著、落合貞三郎・大谷正信・戸沢正保・田部隆次 訳『詩論 続々・文学史論』第一書房〈小泉八雲全集 第16巻〉、1927年9月。 NCID BA31554769。全国書誌番号:58010678。
- 小泉八雲 著、落合貞三郎・大谷正信・田部隆次 訳『きまぐれ・クリーオール小品・神戸クロニクル社説（抜萃）・隨筆八種』第一書房〈小泉八雲全集 第17巻〉、1928年1月。 NCID BA31554769。全国書誌番号:58010678。